# اکسید وانادیم (II)
اکسید وانادیم(II) (به انگلیسی: Vanadium(II) oxide) با فرمول شیمیایی VO یک ترکیب شیمیایی با شناسه پاب‌کم 24411 است. که جرم مولی آن 66.9409 g/mol می‌باشد. شکل ظاهری این ترکیب، جامد خاکستری با درخشش فلزات است.